# Super Bowl II
O segundo jogo do Campeonato Mundial de AFL-NFL do futebol americano profissional, conhecido retrospectivamente como Super Bowl II, foi disputado em 14 de janeiro de 1968, no Orange Bowl em Miami, Flórida. O atual campeão da National Football League (NFL), o Green Bay Packers, derrotou o campeão da American Football League (AFL), o Oakland Raiders, pelo placar de 33-14.
Como durante o primeiro Super Bowl, muitos escritores de esportes e fãs acreditavam que qualquer time na NFL era muito superior a qualquer time da AFL. Os Packers, os campeões em curso, registraram uma campanha de 9-4‑1 durante a temporada da NFL de 1967, antes de derrotarem o Dallas Cowboys por 21-17 no NFL Championship Game de 1967 (também conhecido como Ice Bowl). Os Raiders terminaram a temporada de 1967 da AFL com uma campanha de 13-1 e derrotaram o Houston Oilers por 40-7 no AFL Championship Game em 1967.
Como esperado, Green Bay dominou Oakland durante a maior parte do Super Bowl II. Os Raiders só conseguiram dois touchdown em passes do quarterback Daryle Lamonica. Enquanto isso, o Kicker dos Packers, Don Chandler, fez quatro field goals, incluindo três no primeiro tempo, enquanto o defensive back Herb Adderley teve um retorno de interceptação de 60 jardas para um touchdown. O quarterback do Green Bay, Bart Starr, foi nomeado o MVP pela segunda vez consecutiva, tornando-se o primeiro MVP consecutivo do Super Bowl com seus 13 passes para 202 jardas e um touchdown.

## Antes do jogo
O jogo foi concedido a Miami em 25 de maio de 1967, nas reuniões de proprietários realizadas em Nova York.

### Green Bay Packers
Os Packers avançaram para o seu segundo Campeonato Mundial de AFL-NFL, mas tiveram mais dificuldade do que na temporada anterior. Ambos os running backs do ano passado, Paul Hornung e Jim Taylor, deixaram a equipe. Seus substitutos, Elijah Pitts e Jim Grabowski, se lesionaram no início da temporada, forçando o técnico de Green Bay, Vince Lombardi, a usar o veterano reserva Donny Anderson e o novato Travis Williams. Chuck Mercein e Ben Wilson, que foram contratados como agentes livres depois de serem descartados por muitas outras equipes, também foram usados para ajudar a compensar a perda de Hornung e Taylor. Enquanto isso, o experiente quarterback de 33 anos, Bart Starr, perdeu quatro jogos durante a temporada devido a contusões e terminou a temporada com quase o dobro de interceptações (17) do que com passes para touchdown (9).
A ameaça da equipe foi fornecida pelos veteranos Carroll Dale, que registrou 35 recepções para 738 jardas (média de 21,1) e 5 touchdowns; e o Pro Bowler, Boyd Dowler, que teve 54 recepções para 846 jardas e 4 touchdowns. Os Packers ainda tinham o soberbo bloqueio dos jogadores de linha Jerry Kramer, Fred Thurston e Forrest Gregg. Nas equipes especiais, Williams retornou 18 kickoffs para 749 jardas e uma campanha de 4 touchdowns da NFL, dando-lhe uma enorme média de 41,1 jardas por retorno. Mas, no geral, a equipe ficou em 9º entre 16 times da NFL, marcando 332 pontos.
A defesa dos Packers, no entanto, permitiu apenas 209 pontos, o terceiro melhor da NFL. Mesmo esse número era enganoso, já que o Green Bay rendeu apenas 131 pontos nos primeiros 11 jogos (quando conquistou a divisão), o menor total no futebol americano profissional. Três membros do time de defesa foram nomeados para o Pro Bowl: os defensive backs Willie Wood, Herb Adderley e Bob Jeter. Os Packers também tiveram uma soberba linha defensiva liderada por Henry Jordan e Willie Davis. Atrás deles, o núcleo de Linebackers dos Packers foi liderado por Ray Nitschke.
Os Packers venceram a Divisão Central da NFL com uma campanha de 9-4-1 na temporada regular, conquistando a divisão na 11ª semana da temporada. Nos playoffs, o Green Bay retornou à sua forma dominante, arrebatando seu primeiro adversário nos playoffs, o Los Angeles Rams, no Western Conference Championship Game por 28-7. Na semana seguinte, o Green Bay derrotou o Dallas Cowboys na Final da NFL pelo segundo ano consecutivo por 21-17, em um dos jogos mais famosos da história da NFL: The Ice Bowl.

### Oakland Raiders
Os Raiders, liderados pelo técnico John Rauch, chegaram ao topo da AFL com uma campanha de 13-1 na temporada regular (sua única derrota foi no dia 7 de outubro para o New York Jets, 27-14), e seguiram em frente para vencer o Houston Oilers por 40-7 na Final da AFL. O quarterback titular Daryle Lamonica foi um destaque com 3,228 jardas e 30 touchdowns.
A linha ofensiva foi ancorada pelo center Jim Otto e pelo guard Gene Upshaw, juntamente com os Pro Bowlers, Harry Schuh e Wayne Hawkins. O wide receiver Fred Biletnikoff liderou a equipe com 40 recepções para 876 jardas, uma média de 21,3 jardas por captura. Do outro lado do campo, Billy Cannon, tight end, pegou 32 passes e fez 6 touchdowns. No backfield, os Raiders tiveram três running backs, Clem Daniels, Hewritt Dixon e Pete Banaszak, que carregaram a bola igualmente e combinaram por 1.510 jardas e 10 touchdowns. Em equipes especiais, o defensive back Rodger Bird liderou a AFL com 612 jardas de retorno e acrescentou mais 148 jardas retornando kickoffs.
A força principal dos Raiders foi a defesa, apelidada de "The 11 Angry Men". A linha defensiva foi ancorada pelos Pro Bowlers, Tom Keating e Ben Davidson. Davidson foi um rusher extremamente eficaz que demonstrou sua agressividade em um jogo de temporada regular contra o New York Jets, quebrando o queixo do quarterback dos Jets, Joe Namath, ao saca-lo. Atrás deles, o linebacker do Pro Bowl, Dan Conners, destacou-se em blitz e cobertura de passe, registrando 3 interceptações. Os Raiders também tiveram dois Defensive back selecionados para o Pro Bowl: Willie Brown, que liderou o time com 7 interceptações, e Kent McCloughan, que teve 2 interceptações. O Safety Warren Powers registrou 6 interceptações, retornando-as para 154 jardas e 2 touchdowns.

### Notícias Pré-Super Bowl
Apesar das conquistas de Oakland e do consenso dos especialistas de que este era o mais fraco de todos os times dos Packers que foram campeões da NFL, Green Bay era um favorito por 14 pontos para ganhar o Super Bowl. Como no ano anterior, a maioria dos fãs e escritores esportivos acreditava que as melhores equipes da NFL eram superiores às melhores equipes da AFL.
Assim, a maior parte das discussões em torno do jogo não se concentraram em qual equipe venceria, mas nos rumores de que Lombardi poderia se aposentar após o jogo. O jogo também provou ser o final de Max McGee, um dos heróis do Super Bowl I, e do kicker Don Chandler.
Este foi o primeiro Super Bowl a usar os postes em forma de Y (com um poste de apoio em vez de dois) inventados por Jim Trimble e Joel Rottman; Eles haviam feito sua estréia no início da temporada tanto para a AFL quanto para a NFL, e apareceram pela primeira vez no nível profissional no Canadá.

## Televisão
O jogo foi televisionado nos Estados Unidos pela CBS, com a narração de Ray Scott e comentários de Pat Summerall e Jack Kemp. Kemp foi o primeiro comentarista do Super Bowl que ainda era um jogador ativo (jogava no Buffalo na AFL) no momento da transmissão. A transmissão da CBS deste jogo é considerada perdida; tudo o que sobrevive são fotos do jogo, a maioria das quais foi mostrada na edição de 8 de janeiro de 1969 da revista Sports Illustrated. Nem mesmo a NFL Films, tem uma cópia do jogo completo disponível; no entanto, eles têm imagens do jogo que eles usaram para o seu filme de destaques do jogo.
Ao contrário do jogo do ano anterior, o Super Bowl II foi televisionado ao vivo em apenas uma rede, o que tem sido o caso de todos os jogos subsequentes do Super Bowl.
Durante a última parte do segundo quarto, e novamente por três minutos no intervalo, quase 80% do país (com exceção de Nova York, Cleveland, Filadélfia e grande parte do nordeste) perderam a transmissão de vídeo da CBS. A CBS, que pagou US $ 2,5 milhões por direitos de transmissão, culpou a falha por uma linha de cabos da AT&T.

## Cerimônias e entretenimento
As cerimônias pré-jogo contou com duas figuras gigantes, um vestido como um jogador dos Packers e outro vestido como um jogador dos Raiders. Eles apareceram em extremidades opostas do campo e depois se encontraram perto da linha de 50 jardas.
A banda da Universidade Estadual de Grambling tocou o hino nacional, bem como durante o show do intervalo. A mesma banda fez parte do show do intervalo do Super Bowl I no ano anterior.

## Resumo do jogo

### Primeiro quarto
Na primeira jogada ofensiva de Oakland, Ray Nitschke fez uma grande diferença e literalmente derrubou o fullback Hewritt Dixon no que foi uma das jogadas mais marcantes de Nitschke em toda a sua carreira. O tackle foi tão violento que levou Jerry Green, um colunista do Detroit News a se sentar na sala de imprensa com colegas jornalistas e dizer que o jogo "tinha acabado". Os Packers abriram o placar com um field goal de 39 jardas de Don Chandler. Enquanto isso, os Raiders foram forçados a ir para o punt em suas duas primeiras posses.

### Segundo quarto
Os Packers então começaram sua segunda posse em sua própria linha de 3 jardas, e nos minutos iniciais do segundo quarto, eles dirigiram 84 jardas para a linha de 13 jardas dos Raiders. No entanto, eles mais uma vez tiveram que se contentar com um field goal de Chandler para levar uma vantagem de 6-0. Mais tarde no período, os Packers pegaram a bola em sua própria linha de 38 jardas depois de um punt de Oakland. Boyd Dowler ultrapassou a defesa para ter uma recepção para touchdown de 62 jardas, aumentando a liderança dos Packers para 13–0.

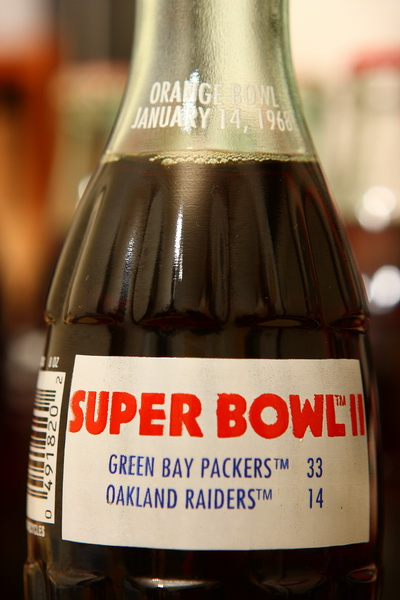
Uma garrafa comemorativa da Coca-Cola produzida em 1994

Depois de ser completamente dominado até este ponto, o ataque dos Raiders finalmente revidou na sua próxima posse, avançando 79 jardas em 9 jogadas e marcando um touchdowns em um passe de 23 jardas de Daryle Lamonica para o recebedor Bill Miller. A pontuação pareceu acionar a defesa dos Raiders e eles forçaram os Packers a irem para o punt em sua próxima campanha. Oakland teve um bom retorno e chegaram até a linha de 40 jardas de Green Bay, mas Oakland só conseguiu 1 jarda com suas próximas 3 jogadas e acabou errando o field goal de 47 jardas. A defesa de Oakland novamente forçou Green Bay a ir para o punt depois de 3 jogadas na próxima campanha, mas após pedir o Fair catch, Bird chutou o o pé esquerdo do kicker Donny Anderson e Green Bay recuperou a bola. Depois de 2 passes incompletos, Starr deu um passe de 9 jardas para Dowler para estabelecer o terceiro field goal de Chandler com o tempo expirando no primeiro tempo, dando aos Packers uma vantagem de 16-7.
No intervalo, o guard dos Packers, Jerry Kramer, disse aos seus companheiros de equipe (referindo-se a Lombardi): "Vamos jogar os últimos 30 minutos para o velho".

### Terceiro quarto
Qualquer chance que os Raiders tivessem de fazer uma virada parecia desaparecer completamente no segundo tempo. Os Packers tiveram a bola três vezes no terceiro quarto e a seguraram por apenas dois minutos e meio. No segunda campanha dos Packers, Donny Anderson fez uma corrida de 2 jardas para aumentar a vantagem em 23-7.
Mais uma vez, a defesa do Green Bay forçou Oakland a ir para o punt e os Raiders foram punidos. Os Packers partiram de sua própria linha de 39 jardas e aumentaram sua vantagem para 26-7 quando Chandler chutou seu quarto field goal.

### Quarto quarto
No início do quarto quarto, Starr foi retirado do jogo quando ele machucou o polegar de sua mão em um sack de Davidson. (Starr foi substituído por Zeke Bratkowski, que foi então sacado em sua única tentativa de passe). Mas no final do período, os Packers mataram o jogo quando Herb Adderley interceptou um passe destinado a Fred Biletnikoff e retornou para um touchdown, deixando o placar em 33-7.
Oakland conseguiu marcar na sua próxima corrida após o retorno com um segundo passe de 23 jardas de Lamonica para Miller. Mas o segundo touchdown dos Raiders foi apenas para fazer a pontuação final parecer remotamente mais respeitável, 33-14.
No final do jogo, o treinador Lombardi foi levado para fora do campo em uma das imagens mais memoráveis da história do Super Bowl. Foi, de fato, o último jogo de Lombardi como técnico dos Packer e sua nona vitória consecutiva nos playoffs.
Bill Miller de Oakland foi o melhor recebedor do jogo com 5 recepções para 84 jardas e 2 touchdowns. O fullback do Green Bay, Ben Wilson, foi o maior corredor do jogo com 62 jardas, apesar de não ter jogado na maior parte do quarto quarto, enquanto procurava por uma lente de contato perdida nos bastidores. Don Chandler terminou sua carreira como jogador dos Packers em grande estilo com 4 field goals. Lamonica terminou o jogo com 15 de 34 passes completados por 208 jardas, 2 touchdowns e 1 interceptação. Bart Starr completou 13 de 24 passes por 202 jardas e um touchdown; seu rating foi de 96,2 e o de Lamonica foi de 71,7. 

### Box score
Super Bowl II: Green Bay Packers 33, Oakland Raiders 14
|               | 1 | 2  | 3  | 4 | Total |
| ------------- | - | -- | -- | - | ----- |
| Packers (NFL) | 3 | 13 | 10 | 7 | 33    |
| Raiders (AFL) | 0 | 7  | 0  | 7 | 14    |

em Miami Orange Bowl, Miami, Florida
- Data: January 14, 1968
- Horário: 3:05 p.m. EST
- Temperatura: 20 °C, parcialmente nublado

| \| Quarto \| Tempo \| Drive \| Drive \| Drive \| Time \| Informação \| Resultado \| Resultado \| \| Quarto \| Tempo \| Jogadas \| Jardas \| TDP \| Time \| Informação \| GB \| OAK \| \| ------------------------------------------ \| ------------------------------------------ \| ------------------------------------------ \| ------------------------------------------ \| ------------------------------------------ \| ------------------------------------------ \| ---------------------------------------------------------------------------------------------- \| --------- \| --------- \| \| 1 \| 9:53 \| 9 \| 34 \| 3:51 \| GB \| Field goal de 39 jardas de Don Chandler \| 3 \| 0 \| \| 2 \| 11:52 \| 16 \| 84 \| 8:40 \| GB \| Field goal de 20 jardas de Don Chandler \| 6 \| 0 \| \| 2 \| 10:50 \| 1 \| 62 \| :11 \| GB \| Passe de Bart Starr para uma recepção de 62 jardas de Boyd Dowler, Don Chandler faz o EP \| 13 \| 0 \| \| 2 \| 6:15 \| 9 \| 78 \| 4:35 \| OAK \| Passe de Daryle Lamonica para uma recepção de 23 jardas de Bill Miller, George Blanda faz o EP \| 13 \| 7 \| \| 2 \| 0:01 \| 3 \| 9 \| :22 \| GB \| Field goal de 43 jardas de Don Chandler \| 16 \| 7 \| \| 3 \| 5:54 \| 11 \| 82 \| 4:41 \| GB \| Corrida de 2 jardas para o touchdown de Donny Anderson, Chandler faz o EP \| 23 \| 7 \| \| 3 \| 0:02 \| 8 \| 37 \| 4:47 \| GB \| Field goal de 31 jardas de Don Chandler \| 26 \| 7 \| \| 4 \| 11:03 \| — \| — \| — \| GB \| Interceptação retornada para touchdown de 60 jardas de Herb Adderley, Chandler faz o EP \| 33 \| 7 \| \| 4 \| 9:13 \| 4 \| 74 \| 1:50 \| OAK \| Passe de Lamonica para uma recepção de 23 jardas de Miller, Blanda faz o EP \| 33 \| 14 \| \| "TDP" = tempo de posse. "EP" = Extra Point \| "TDP" = tempo de posse. "EP" = Extra Point \| "TDP" = tempo de posse. "EP" = Extra Point \| "TDP" = tempo de posse. "EP" = Extra Point \| "TDP" = tempo de posse. "EP" = Extra Point \| "TDP" = tempo de posse. "EP" = Extra Point \| "TDP" = tempo de posse. "EP" = Extra Point \| 33 \| 14 \| |                                            |                                            |                                            |                                            |                                            |                                                                                                |           |           |
| Quarto | Tempo                                      | Drive                                      | Drive                                      | Drive                                      | Time                                       | Informação                                                                                     | Resultado | Resultado |
| Quarto | Tempo                                      | Jogadas                                    | Jardas                                     | TDP                                        | Time                                       | Informação                                                                                     | GB        | OAK       |
| 1 | 9:53                                       | 9                                          | 34                                         | 3:51                                       | GB                                         | Field goal de 39 jardas de Don Chandler                                                        | 3         | 0         |
| 2 | 11:52                                      | 16                                         | 84                                         | 8:40                                       | GB                                         | Field goal de 20 jardas de Don Chandler                                                        | 6         | 0         |
| 2 | 10:50                                      | 1                                          | 62                                         | :11                                        | GB                                         | Passe de Bart Starr para uma recepção de 62 jardas de Boyd Dowler, Don Chandler faz o EP       | 13        | 0         |
| 2 | 6:15                                       | 9                                          | 78                                         | 4:35                                       | OAK                                        | Passe de Daryle Lamonica para uma recepção de 23 jardas de Bill Miller, George Blanda faz o EP | 13        | 7         |
| 2 | 0:01                                       | 3                                          | 9                                          | :22                                        | GB                                         | Field goal de 43 jardas de Don Chandler                                                        | 16        | 7         |
| 3 | 5:54                                       | 11                                         | 82                                         | 4:41                                       | GB                                         | Corrida de 2 jardas para o touchdown de Donny Anderson, Chandler faz o EP                      | 23        | 7         |
| 3 | 0:02                                       | 8                                          | 37                                         | 4:47                                       | GB                                         | Field goal de 31 jardas de Don Chandler                                                        | 26        | 7         |
| 4 | 11:03                                      | —                                          | —                                          | —                                          | GB                                         | Interceptação retornada para touchdown de 60 jardas de Herb Adderley, Chandler faz o EP        | 33        | 7         |
| 4 | 9:13                                       | 4                                          | 74                                         | 1:50                                       | OAK                                        | Passe de Lamonica para uma recepção de 23 jardas de Miller, Blanda faz o EP                    | 33        | 14        |
| "TDP" = tempo de posse. "EP" = Extra Point | "TDP" = tempo de posse. "EP" = Extra Point | "TDP" = tempo de posse. "EP" = Extra Point | "TDP" = tempo de posse. "EP" = Extra Point | "TDP" = tempo de posse. "EP" = Extra Point | "TDP" = tempo de posse. "EP" = Extra Point | "TDP" = tempo de posse. "EP" = Extra Point                                                     | 33        | 14        |

## Estatísticas

### Comparação
|                                   | Green Bay Packers | Oakland Raiders |
| --------------------------------- | ----------------- | --------------- |
| Primeira descida                  | 19                | 16              |
| Corridas para Primeira descida    | 11                | 5               |
| Passes para Primeira descida      | 7                 | 10              |
| Faltas que deram Primeira descida | 1                 | 1               |
| Eficiência em Terceira descida    | 5/16              | 3/11            |
| Eficiência em Quarta descida      | 1/1               | 0/0             |
| Jardas corridas                   | 160               | 107             |
| Tentativas de corridas            | 41                | 20              |
| Jardas por corrida                | 3.9               | 5.4             |
| Passes – Completos/Tentativa      | 13/24             | 15/34           |
| Vezes sacado-total de jardas      | 4–40              | 3–22            |
| Interceptações                    | 0                 | 1               |
| Jardas passadas                   | 162               | 186             |
| Total de jardas                   | 322               | 293             |
| Punt returnados-total de jardas   | 5–35              | 3–12            |
| Kickoff returnado-total de jardas | 3–49              | 7–127           |
| Interceptações- total de jardas   | 1–60              | 0–0             |
| Punts-Jardas por punt             | 6–39.0            | 6–44.0          |
| Fumbles-Perdidos                  | 0–0               | 3–2             |
| Faltas-total de jardas            | 1–12              | 4–31            |
| Tempo de posse                    | 35:54             | 24:06           |
| Turnovers                         | 0                 | 3               |

### Líderes individuais
| Packers passando a bola | Packers passando a bola | Packers passando a bola | Packers passando a bola | Packers passando a bola | Packers passando a bola |
|                         | C/Ten1                  | Jardas                  | TD                      | INT                     | Rating                  |
| ----------------------- | ----------------------- | ----------------------- | ----------------------- | ----------------------- | ----------------------- |
| Bart Starr              | 13/24                   | 202                     | 1                       | 0                       | 96.2                    |
| Packers correndo        |                         |                         |                         |                         |                         |
|                         | Cor2                    | Jardas                  | TD                      | LG3                     | Jds/Cor                 |
| Ben Wilson              | 17                      | 62                      | 0                       | 13                      | 3.65                    |
| Donny Anderson          | 14                      | 48                      | 1                       | 8                       | 3.43                    |
| Travis Williams         | 8                       | 36                      | 0                       | 18                      | 4.50                    |
| Bart Starr              | 1                       | 14                      | 0                       | 14                      | 14.00                   |
| Chuck Mercein           | 1                       | 0                       | 0                       | 0                       | 0.00                    |
| Packers recebendo       |                         |                         |                         |                         |                         |
|                         | Rec4                    | Jardas                  | TD                      | LG3                     | Alvos5                  |
| Carroll Dale            | 4                       | 43                      | 0                       | 17                      | 6                       |
| Marv Fleming            | 4                       | 35                      | 0                       | 11                      | 7                       |
| Boyd Dowler             | 2                       | 71                      | 1                       | 62                      | 4                       |
| Donny Anderson          | 2                       | 18                      | 0                       | 12                      | 4                       |
| Max McGee               | 1                       | 35                      | 0                       | 35                      | 2                       |
| Travis Williams         | 0                       | 0                       | 0                       | 0                       | 1                       |

| Raiders passando a bola | Raiders passando a bola | Raiders passando a bola | Raiders passando a bola | Raiders passando a bola | Raiders passando a bola |
|                         | C/Ten1                  | Jardas                  | TD                      | INT                     | Rating                  |
| ----------------------- | ----------------------- | ----------------------- | ----------------------- | ----------------------- | ----------------------- |
| Daryle Lamonica         | 15/34                   | 208                     | 2                       | 1                       | 71.7                    |
| Raiders correndo        |                         |                         |                         |                         |                         |
|                         | Cor2                    | Jardas                  | TD                      | LG3                     | Jds/Cor                 |
| Hewritt Dixon           | 12                      | 54                      | 0                       | 15                      | 4.50                    |
| Larry Todd              | 2                       | 37                      | 0                       | 32                      | 18.50                   |
| Pete Banaszak           | 6                       | 16                      | 0                       | 5                       | 2.67                    |
| Packers recebendo       |                         |                         |                         |                         |                         |
|                         | Rec4                    | Jardas                  | TD                      | LG3                     | Alvos5                  |
| Bill Miller             | 5                       | 84                      | 2                       | 23                      | 6                       |
| Pete Banaszak           | 4                       | 69                      | 0                       | 41                      | 7                       |
| Billy Cannon            | 2                       | 25                      | 0                       | 15                      | 5                       |
| Fred Biletnikoff        | 2                       | 10                      | 0                       | 6                       | 5                       |
| Warren Wells            | 1                       | 17                      | 0                       | 17                      | 2                       |
| Hewritt Dixon           | 1                       | 3                       | 0                       | 3                       | 7                       |
| Larry Todd              | 0                       | 0                       | 0                       | 0                       | 1                       |

1Completo/Tentativas 2Corridas 3Mais longo ganho de jardas 4Recepções 5alvos

### Recordes
Os seguintes recordes foram definidos ou empatados no Super Bowl II, de acordo com o boxcore oficial da NFL.com e o resumo do jogo da ProFootballreference.com. Alguns recordes precisam atender ao número mínimo de tentativas da NFL para serem reconhecidos. Os mínimos são mostrados (entre parênteses).
| Recordes de Jogadores                                         | Recordes de Jogadores | Recordes de Jogadores                                    |
| ------------------------------------------------------------- | --------------------- | -------------------------------------------------------- |
| Mais pontos marcados, jogo                                    | 15 (4 FG 3 PAT)       | Don Chandler (GB)                                        |
| Mais pontos marcados, carreira                                | 20 (4 FG 8 PAT)       | Don Chandler (GB)                                        |
| Mais longa jogada de pontuação                                | 62 yd reception       | Boyd Dowler (GB)                                         |
| Recordes de passes                                            |                       |                                                          |
| Mais tentativas, jogo                                         | 34                    | Daryle Lamonica                                          |
| Mais tentativas, carreira                                     | 47                    | Bart Starr                                               |
| Mais conclusões, carreira                                     | 29                    | Bart Starr                                               |
| Mais passes completos, porcentagem, carreira, (40 tentativas) | 61.7% (29-47)         | Bart Starr                                               |
| Maior rating, carreira, (40 tentativas)                       | 103.8                 | Bart Starr                                               |
| Mais jardas passadas, carreira                                | 452 yds               | Bart Starr                                               |
| Passe mais longo                                              | 62 yds (TD)           | Bart Starr                                               |
| Maior ganho médio, carreira (40 tentativas)                   | 9.6 yds (452-47)      | Bart Starr                                               |
| Menos interceptações                                          | 0                     | Bart Starr                                               |
| Mais tentativas, sem intercepção, jogo                        | 24                    | Bart Starr                                               |
| Mais passes para touchdown, carreira                          | 3                     | Bart Starr                                               |
| Recordes terrestres                                           |                       |                                                          |
| Mais jardas, jogo                                             | 62 yds                | Ben Wilson (GB)                                          |
| Mais jardas, carreira                                         | 62 yds                | Ben Wilson (GB)                                          |
| Corrida mais longa                                            | 32 yards              | Larry Todd (Oak)                                         |
| Maior ganho médio, jogo (10 tentativas)                       | 4.5 yds (54-12)       | Hewritt Dixon (Oak)                                      |
| Recordes recebendo a bola                                     |                       |                                                          |
| Recepção mais longa                                           | 62 yds                | Boyd Dowler                                              |
| Recepção de touchdown mais longa                              | 62 yds                | Boyd Dowler                                              |
| Mais recepções, carreira                                      | 8                     | Max McGee (GB)                                           |
| Mais jardas, carreira                                         | 173 yds               | Max McGee (GB)                                           |
| Maior ganho médio, carreira (8 recepções)                     | 21.6 yards (8-173)    | Max McGee (GB)                                           |
| Recordes de jardas combinadas                                 |                       |                                                          |
| Mais jardas ganhas, carreira                                  | 173 yds               | Max McGee                                                |
| Fumbles                                                       |                       |                                                          |
| Mais fumbles recuperados, jogo                                | 1                     | Dick Capp (GB) Dave Robinson (GB) J. R. Williamson (Oak) |
| Mais fumbles recuperados, carreira                            | 1                     |                                                          |
| Defesa                                                        |                       |                                                          |
| Mais jardas ganhas pós interceptação, jogo                    | 60 yds                | Herb Adderley (GB)                                       |
| Mais jardas ganhas pós interceptação, carreira                | 60 yds                | Herb Adderley (GB)                                       |
| Retorno de intercepção mais longo                             | 60 yds                | Herb Adderley (GB)                                       |
| Mais intercepções retornadas para TD, jogo                    | 1                     | Herb Adderley (GB)                                       |
| Mais sacks, jogo ‡                                            | 3                     | Willie Davis (GB)                                        |
| Mais sacks, carreira ‡                                        | 4.5                   | Willie Davis (GB)                                        |
| Times especiais                                               |                       |                                                          |
| Média de punting mais alta, jogo (4 punts)                    | 44.0 yds (6-264)      | Mike Eischeid (Oak)                                      |
| Mais retornos de punt, jogo                                   | 5                     | Willie Wood (GB)                                         |
| Mais retornos de punt, carreira                               | 6                     | Willie Wood (GB)                                         |
| Mais jardas de retorno de punt, jogo                          | 35 yds                | Willie Wood (GB)                                         |
| Mais jardas de retorno de punt, carreira                      | 33 yds                | Willie Wood (GB)                                         |
| Retorno de punt mais longo                                    | 31 yds                | Willie Wood (GB)                                         |
| Maior média de retorno de punt, carreira (4 retornos)         | 5.5 yds (33-6)        | Willie Wood (GB)                                         |
| Mais field goals tentados, jogo                               | 4                     | Don Chandler                                             |
| Mais field goals tentados, carreira                           | 4                     | Don Chandler                                             |
| Mais field goals feitos, jogo                                 | 4                     | Don Chandler                                             |
| Mais field goals feitos, carreira                             | 4                     | Don Chandler                                             |
| Field Goal de +40 jardas, jogo                                | 1                     | Don Chandler                                             |
| Mais longo field goal                                         | 43 yds                | Don Chandler                                             |
| Mais (um ponto) extra points, carreira                        | 8                     | Don Chandler                                             |
| Jogadores com recordes empatados                              |                       |                                                          |
| Mais interceptações, jogo                                     | 1                     | Herb Adderley                                            |
| Mais interceptações, carreira                                 | 1                     | Herb Adderley                                            |
| Mais fumbles, jogo                                            | 1                     | Pete Banaszak (Oak) Warren Wells (Oak) Roger Bird (Oak)  |
| Mais fumbles, carreira                                        | 1                     | Pete Banaszak (Oak) Warren Wells (Oak) Roger Bird (Oak)  |
| Mais punts, carreira                                          | 7                     | Donny Anderson (GB)                                      |
| Mais passes para touchdown, jogo                              | 2                     | Daryle Lamonica                                          |
| Mais intercepções, jogo                                       | 1                     | Daryle Lamonica                                          |
| Mais interceptações, carreira                                 | 1                     | Daryle Lamonica                                          |
| Mais tentativas de corridas, jogo                             | 17                    | Ben Wilson                                               |
| Mais tentativas de corridas, carreira                         | 17                    | Ben Wilson                                               |
| Mais recepções para touchdowns, jogo                          | 2                     | Bill Miller (Oak)                                        |
| Mais recepções para touchdowns, carreira                      | 2                     | Bill Miller (Oak)                                        |
| Mais touchdowns, carreira                                     | 2                     | Bill Miller (Oak)                                        |

- † Esta categoria inclui corridas, recebimento, retornos de interceptação, retornos pontuais, retornos de kickoff e retornos de fumble.[15]
- ‡ Sacks é uma estatística oficial desde o Super Bowl XVII pela NFL. Sacks estão listados como "Tackled Attemting Pass" na pontuação oficial da NFL para o Super Bowl II.[13][16]

## Juízes
- Juiz: Jack Vest (AFL)
- Árbitro: Ralph Morcroft (NFL)
- Juiz de linha: Tony Veteri (AFL)
- Juiz de linha: Bruce Alford (NFL)
- Juiz do fundo: Stan Javie (NFL)
- Juiz de Campo: Bob Baur (AFL)

Reservas
- Juiz: Ben Dreith (AFL)

Nota: Um sistema de sete oficiais não foi usado até 1978